# Список правителів Бутану
Державу Бутан заснував буддійський чернець Шабдрунг Нгаванг Намгьял в середині XVII століття. За його заповітом після його смерті в країні було запроваджено режим двовладдя. Країною правили цивільний лідер (Друк Десі) та релігійний (Дже Кхемпо), але обидва під номінальним контролем тибетського лами. 

## Світські лідери (Друк Десі)
1. 1637—1651 Шабдрунг Нгаванг Намгьял (1594—1651) — засновник держави
2. 1651—1655 Ієнцин Друггье
3. 1655—1667 Тенцин Друкдак
4. 1667—1680 Чог'ял Мінг'юр Тенпа
5. 1680—1694 Г'ялце Тензін Рабджі (1638—1696)
6. 1695—1701 Гедун Чопхел
7. 1701—1704 Нгаванг Церінг
8. 1704—1707 Умдце Пелджор
9. 1707—1719 Друк Рабчже
10. 1719—1729 Нгаван Г'яцо
11. 1729—1736 Міпхам Вангпо
12. 1736—1739 Хуво Пелджор
13. 1739—1744 Нгаванг Г'ялцен
14. 1744—1763 Шераб Вангчук (1697-1765)
15. 1763—1765 Друк Пхунчо
16. 1765—1768 Друк Тенцин
17. 1768—1773 Донам Лхендуб
18. 1773—1776 Кунга Рінчен
19. 1776—1788 Джимге Сенг'є
20. 1788—1792 Друк Тенцин
21. 1792—1799 Соднам Джалцан
22. 1799—1803 Друк Намг'ял
23. 1803—1805 Соднам Джалцан
24. 1805—1806 Сенг'є Тенцин
25. 1806—1808 Бумце Падоба
26. 1807—1808 Боп Чхода
27. 1809—1810 Цултрім Дагпа
28. 1810—1811 Джимге Дакпа
29. 1811—1815 Єші Джалцен
30. 1815 Шапугба Дорджі
31. 1815—1819 Соднам Дракг'ял
32. 1819—1823 Тенцин Друкда
33. 1823—1831 Чог'ї Пург'ял
34. 1831—1832 Дорджі Намг'ял
35. 1832—1835 Чінле
36. 1835—1838 Чог'ї Пург'ял
37. 1838—1847 Дорджі Норбу
38. 1847—1850 Таші Дорджі
39. 1850 Ванччук Г'ялпо (в Тхіпху)
40. 1850—1852 Чагпа Сенг'е (в Пунакху)
41. 1852—1856 Дамче Лхундап
42. 1856—1861 Кунга Палден (в Пунакху)
43. 1856—1861 Шераб Тхаргін (в Тхімпху)
44. 1861—1864 Пхунцог Намг'ял
45. 1864 Цеван Сітуп
46. 1864 Каджу Вангчук
1865—1947 — Протекторат Британії
Чолі Єші Нгодуб — останній Друк Десі Бутану
47. 1864—1877 Цеван Норбу (в Пунакху)
48. 1866—1870 Цонду Пекар
49. 1870—1873 Джігме Намг'ял
50. 1873—1877 Г'їшепа Дорджі Намг'ял
51. 1877—1878 Джігме Намг'ял

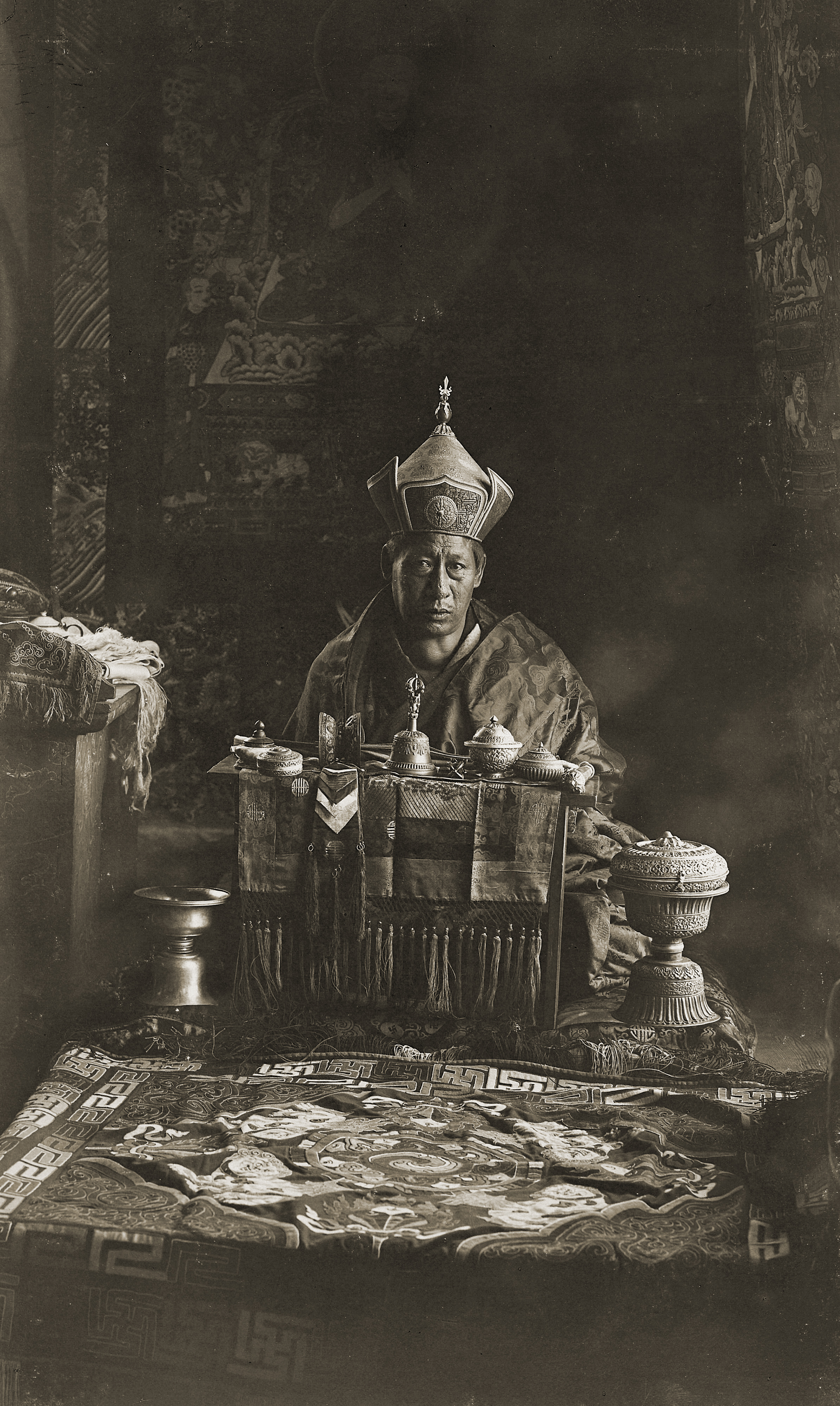
Чолі Єші Нгодуб — останній Друк Десі Бутану

52. 1877—1885 Пунцог Дорджі (в Пунакху)
53. 1877—1885 Ало Дорджі (в Тхімпху)
54. 1878—1879 Г'їшепа Дорджі Намг'ял
55. 1879—1880 Чог'ял Ценпо
56. 1880—1881 Джігме Намг'ял
57. 1881—1883 Лама Цеван
58. 1883—1885 Кава Ценпо
59. 1885—1901 Сенг'є Дорджі
60. 1903—1907 Чолі Єші Нгодуб (1851—1917)

## Королі Бутану
Монархію було встановлено 1907 року. Правителями Бутану стали представники з династії Вангчук, які тривалий час були правителями округу Тонгса. Титулом короля був «Друк Г'ялпо» або інакше «Король-дракон».
| Фото | Ім'я                  | Дата народження   | Початок правління (Коронація)     | Кінець правління                 | Дата смерті     |
| ---- | --------------------- | ----------------- | --------------------------------- | -------------------------------- | --------------- |
|      | Уг'єн                 | 1862              | 17 грудня 1907                    | 21 серпня 1926                   | 21 серпня 1926  |
|      | Джігме                | 1905              | 21 серпня 1926 (16 березня 1927)  | 24 березня 1952                  | 24 березня 1952 |
|      | Джігме Дорджі         | 2 травня 1928     | 24 березня 1952                   | 21 липня 1972                    | 21 липня 1972   |
|      | Джігме Сінг'є         | 11 листопада 1955 | 21 липня 1972 (2 червня 1974)     | 14 грудня 2006 (Зрікся престолу) | Нині живий      |
|      | Джігме Кхесар Намг'ял | 21 лютого 1980    | 14 грудня 2006 (6 листопада 2008) | Нині живий                       | Нині живий      |